# Atlántida Sport Club
Atlántida Sport Club is een Paraguayaanse voetbalclub uit Asunción. De club werd opgericht op 23 december 1906. De thuiswedstrijden worden in het Estadio Flaviano Díaz gespeeld, dat plaats biedt aan 1.000 toeschouwers. De clubkleuren zijn blauw-zwart.

## Erelijst
Nationaal
- Liga Paraguaya

Runner-up: (3) 1910, 1911, 1936
- Tweede Divisie

Winnaar: (2) 1927, 1951
- Derde Divisie

Winnaar: (3) 1960, 1978, 1981

## Bekende (ex-)spelers
- Eulogio Martínez
- Paulo da Silva